# C4H6N4
化学式C4H6N4的化合物（摩尔质量：110.12 g/mol）可以指：

## 二嗪衍生物
- 二氨基二嗪
  - 二氨基嘧啶
    - 2,4-二氨基嘧啶，CAS号：156-81-0 
    - 2,5-二氨基嘧啶（葡萄牙語：2,5-Diaminopirimidina），CAS号：22715-27-1 
    - 4,5-二氨基嘧啶，CAS号：13754-19-3 
    - 4,6-二氨基嘧啶（葡萄牙語：4,6-Diaminopirimidina），CAS号：2434-56-2 

  - 二氨基哒嗪
    - 2,3-二氨基哒嗪，CAS号：？
    - 2,5-二氨基哒嗪，CAS号：？
    - 2,6-二氨基哒嗪，CAS号：？

  - 二氨基吡嗪
    - 3,4-二氨基吡嗪，CAS号：？
    - 3,5-二氨基吡嗪，CAS号：？
    - 3,6-二氨基吡嗪，CAS号：？
    - 4,5-二氨基吡嗪，CAS号：？
- 肼基二嗪
  - 2-肼基嘧啶，CAS号：7504-94-1

## 其它化合物
- 吡唑-1-甲脒，CAS号：4023-00-1

|  | 这个同类索引页列出了具有相同分子式的化学物（即同分異構體）条目。 除非您是有意链接至本页，否则应将相应条目的内部链接指向正确的条目。 |